# CAD (基因)
CAD 是单鞭毛生物的一段融合基因，由能編碼產生和嘧啶生物合成有關的三種酵素：氨甲酰合成酶Ⅱ（Carbamoyl-phosphate synthetase 2）、天冬氨酸转氨甲酰酶（Aspartate transcarbamylase）和二氢乳清酸酶（Dihydroorotase）融合而成，而這三個基因在原核生物或雙鞭毛生物中是单独表达的。其中的氨甲酰合成酶Ⅱ，使用谷氨酰胺，二氧化碳和2ATP於細胞質中“从头合成”（De-novo synthesis）嘧啶，会受到UTP抑制。